# Indigofera woodii
Indigofera woodii är en ärtväxtart som beskrevs av Harry Bolus. Indigofera woodii ingår i släktet indigosläktet, och familjen ärtväxter. Inga underarter finns listade i Catalogue of Life.